# Лиляна Василева
 Тази статия е за активистката на БКП.  За оперната певица вижте Лиляна Василева (оперна певица).  
Лиляна Иванова Василева е български политик от БКП.

## Биография
Родена е на 9 ноември 1936 г. в Новоселци. Член на ДКМС от 1949 г. и на БКП от 1956 г. През 1954 г. завършва Икономически техникум в София. След това започва работа като инструктор в Благоевския районен комитет на ДКМС. Остава на тази позиция до 1959 г. През 1959 г. започва работа в „Завод за електронни преобразователни елементи“ в София като работничка монтьор. Постепенно преминава през длъжностите икономист, началник на плановия отдел, председател на профкомитета, секретар на заводския партиен комитет и заместник-директор по икономическите въпроси (до 1968 г.). През 1962 г. завършва задочно ВИИ „Карл Маркс“. После работи като заместник-началник на отдел в Управление „Планово-икономическо“ на Софийския градски народен съвет. По-късно е началник на отдела, главен специалист и заместник-началник на отдел в Държавния комитет за планиране. През 1972 г. е назначена за завеждащ отдел „Планово-икономически“ при Градския комитет на БКП в София. От 1977 е заместник-министър на леката промишленост, а от 1980 г. и първи заместник-министър. От 4 април 1981 до 5 април 1986 г. е кандидат-член на ЦК на БКП, а от 5 април 1986 до 1990 г. е член на ЦК на БКП. През декември 1983 г. е избрана за заместник-председател на Изпълнителния комитет на Софийския народен съвет.